# Droga wojewódzka 251
Die Droga wojewódzka 251 (DW 251) ist eine 74 Kilometer lange Droga wojewódzka (Woiwodschaftsstraße) in der polnischen Woiwodschaft Kujawien-Pommern und der Woiwodschaft Großpolen, die Kaliska bei Wągrowiec mit Żnin und Inowrocław verbindet. Die Strecke liegt im Powiat Wągrowiecki, im Powiat Żniński und im Powiat Inowrocławski.

## Streckenverlauf
Woiwodschaft Großpolen, Powiat Wągrowiecki
-  Kaliska (Josephstahl) (DW 241)
- Tarnowo Pałuckie (Tarnowo)
- Łekno (Wągrowiec) (Lekno)
- Ludwikowo (Ludwigshof)
- Niemczyn
- Starężynek
- Starężyn
- Damasławek (Eisenau)
- Juncewo (Junkers)
- Bogdarka

Woiwodschaft Kujawien-Pommern, Powiat Żniński
- Słębowo (Slembowo)
- Sarbinowo
- Żnin-Wieś
-  Żnin (Znin) (DK 5, E 261)
-  Murczyn (Murtschin) (DW 253)
- Młodocin (Jungdorf)
- Pturek (Seekrug)
- Knieja (Wiesenfelde)
-  Barcin (Bartschin) (DW 254)
- Krotoszyn (Krotoschin)

Woiwodschaft Kujawien-Pommern, Powiat Żniński
- Piechcin (Hansdorf bei Pakosch)

Woiwodschaft Kujawien-Pommern, Powiat Inowrocławski
-  Pakość (Pakosch) (DW 255)
- Cieślin (Dexel)
-  Inowrocław (Hohensalza) (DK 15, DK 25, DW 252, DW 275)